# Point Blank - Conto alla rovescia
Point Blank - Conto alla rovescia (Point Blank) è un film del 2019 diretto da Joe Lynch.
La pellicola, basata sulla sceneggiatura di Adam G. Simon, è un remake dell'omonimo film del 2010. Ha come protagonisti Frank Grillo e Anthony Mackie.

## Trama
Paul è un infermiere, vive a Cincinnati, è sposato con Taryn la quale è incinta, a breve partorirà; una sera, durante il turno in ospedale, viene ricoverato un paziente, Abe Guevara, criminale che quella stessa sera si è introdotto nella casa del procuratore Gregory uccidendolo, e mentre fuggiva, procurandosi una ferita d'arma da fuoco, è stato investito da un'auto, finendo in coma.
Mentre Paul esamina il paziente, viene aggredito da Mateo, il fratello di Abe, che ruba una chiavetta USB che era in possesso di Abe, poi Mateo si introduce nella casa di Paul e rapisce Taryn, costringendo Paul a portare via Abe dall'ospedale. Non avendo altra scelta Paul porta Abe fuori dalla struttura ospedaliera, inoltre iniettandogli dei farmaci che ha rubato dalla clinica, lo risveglia dal coma. Gli agenti di polizia Lewis e Masterson si mettono sulle tracce di Paul e Abe, sia Abe che suo fratello sono ritenuti due criminali pericolosi, come se non bastasse Abe ha rubato della droga a Big D, un pericoloso gangster di Cincinnati.
Masterson spiega a Lewis che Abe aveva fatto un accordo con Gregory, il quale aveva inchiodato Mateo che sarebbe finito in prigione con una condanna di dieci anni di carcere, Gregory però era pronto a far cadere i capi d'accusa a patto che Abe gli portasse la chiavetta USB con tutte le informazioni riguardanti un gruppo di poliziotti corrotti. Intanto Paul e Abe devono andare nel luogo dello scambio dove Mateo porterà Taryn, al momento Abe non può fare a meno di Paul il quale deve fare delle costanti iniezioni al criminale di toradol e morfina. Arrivati al luogo dello scambio, Abe scopre che non è un posto sicuro, ci sono dei poliziotti sul luogo quindi Paul e Abe scappano via.
Paul e Abe vanno da Cheetah, un amico di Abe, il quale ha bisogno del suo aiuto, ma senza che Abe se ne accorgesse, Paul si era messo in contatto con Lewis, la quale li raggiunge insieme a Masterson. Abe ora non ha altra scelta che arrendersi, mentre Lewis uccide Cheetah, tra l'altro sembra molto interessata alla chiavetta USB. Abe rivela a Masterson che è stata Lewis a uccidere Gregory, infatti Abe era andato da lui per consegnargli la chiavetta, ma Lewis lo ha ucciso per coprirsi le spalle, infatti lei è tra i poliziotti corrotti su cui Gregory voleva indagare. Lewis uccide Masterson sparandogli, mentre Paul spara al complice di Lewis uccidendolo e salvando Abe, scappando insieme a lui.
Intanto Mateo porta Taryn nel suo rifugio, nascondendo la chiavetta, poi arriva uno dei poliziotti corrotti che lavora con Lewis, che spara a Mateo, portando via Taryn. Poco dopo arrivano Paul e Abe, che trovano Mateo in fin di vita, c'è ben poco che Paul può fare per salvarlo, infatti Mateo muore tra le braccia di Abe. Assetato di vendetta, Abe è intenzionato a farla pagare a Lewis, ma è necessario trovare le prove per inchiodarla, servono le riprese della videocamera di Cheetah, dove si vede Lewis sparare e uccidere sia Cheetah che Masterson, che però Lewis ha già requisito.
Abe, accompagnato da Paul, va da Big D, non ha altra scelta che chiedere il suo aiuto, infatti ripaga il debito contratto con lui dandogli la chiavetta potendo così usare a suo vantaggio le informazioni al suo interno. Lewis tiene Taryn prigioniera alla stazione di polizia, Big D e i suoi uomini danno fuoco a un'auto creando un diversivo, mentre Abe, travestito da poliziotto, entra nella stazione insieme a Paul che finge di essere un medico che sta prestando soccorso. Abe trova Lewis e le punta contro la pistola costringendola ad arrendersi, inoltre trova le riprese della videocamera. Lewis lo mette in guardia perché ora si è fatto dei nemici molto potenti che non gli daranno mai pace. Abe scappa, ma non prima di aver consegnato le riprese a un'emittente televisiva, così da inchiodare Lewis. Paul invece affronta il complice di Lewis (lo stesso che aveva ucciso Mateo) e dopo averlo messo fuori combattimento, soccorre Taryn alla quale si sono appena rotte le acque, e grazie a Paul sua moglie partorisce il loro bambino. Il video che incrimina Lewis viene trasmesso, quindi i suoi colleghi cercano di arrestarla, lei preferisce togliersi la vita con un colpo di pistola, ma prima di poterlo fare i suoi colleghi la uccidono sparandole.
È passato un anno, Paul e Taryn festeggiano il primo compleanno del loro bambino, a cui hanno dato il nome di Matt, sembra che comunque Paul e Abe si tengono in contatto, e mentre Abe è in auto viene seguito da un SUV nero, ciò che gli ha detto Lewis si è rivelato vero, e infatti essendosi fatto dei pericolosi nemici Abe sarà costretto a scappare guardandosi sempre le spalle.

## Distribuzione
Il trailer è stato pubblicato il 20 giugno 2019. La pubblicazione è avvenuta il 12 luglio 2019 sulla piattaforma Netflix.